# Canta Leo Marini
Canta Leo Marini es un disco compilatorio de éxitos de diferentes agrupaciones que acompañan al cantante argentino que interpreta ritmos de Cuba y de Argentina, grabado en el mes de mayo de 1956. Es el quinto long play donde incluyen nueve números con la Sonora Matancera y tres números con Don Américo y Sus Caribes.

## Canciones
1. Lágrimas de Hombre*
2. Pierdo la Calma*
3. Por un Puñado de Oro*
4. Rico Cha Cha Chá*
5. Historia de un Amor*
6. Me Siento Enamorado*
7. Amor de Cobre*
8. Tomando Té*
9. Agonía
10. Mi Dicha Lejana*
11. Lágrimas de Novia
12. Lamento Borincano

(*)Interpretados con la Sonora Matancera
- Datos: Q5747665